# 哈廷根
哈廷根是德国北莱茵-威斯特法伦州的一个市镇。总面积71.40平方公里，总人口55388人，其中男性26604人，女性28784人（2011年12月31日），人口密度776人/平方公里。